# Wereldkampioenschappen schoonspringen 2024 – eenmeterplank mannen
Het schoonspringen vanaf de eenmeterplank voor mannen tijdens de wereldkampioenschappen schoonspringen 2024 vond plaats op 3 februari 2024 in het Hamad Aquatic Centre in Doha, Qatar.

## Uitslag
De eerste twaalf deelnemers, hier aangegeven met groen, gingen door naar de finale.
| Rang   | Land                | Namen                  | Voorronde | Voorronde | Finale        | Finale        |
| Rang   | Land                | Namen                  | Punten    | Rang      | Punten        | Rang          |
| ------ | ------------------- | ---------------------- | --------- | --------- | ------------- | ------------- |
| Goud   | Osmar Olvera        | Mexico                 | 406,30    | 1         | 431,75        | 1             |
| Zilver | Li Shixin           | Australië              | 379,95    | 3         | 395,70        | 2             |
| Brons  | Ross Haslam         | Verenigd Koninkrijk    | 373,90    | 5         | 393,10        | 3             |
| 4      | Giovanni Tocci      | Italië                 | 385,05    | 2         | 388,75        | 4             |
| 5      | Lorenzo Marsaglia   | Italië                 | 342,90    | 11        | 378,25        | 5             |
| 6      | Kurtis Mathews      | Australië              | 367,90    | 7         | 372,90        | 6             |
| 7      | Gwendal Bisch       | Frankrijk              | 330,10    | 12        | 352,55        | 7             |
| 8      | Danylo Konovalov    | Oekraïne               | 356,90    | 8         | 349,55        | 8             |
| 9      | Lyle Yost           | Verenigde Staten       | 354,30    | 9         | 347,25        | 9             |
| 10     | Sebastián Morales   | Colombia               | 350,70    | 10        | 340,60        | 10            |
| 11     | Zheng Jiuyuan       | China                  | 378,60    | 4         | 334,35        | 11            |
| 12     | Juan Celaya         | Mexico                 | 373,70    | 6         | 324,15        | 12            |
| 13     | Lars Rüdiger        | Duitsland              | 328,55    | 13        | Uitgeschakeld | Uitgeschakeld |
| 14     | Jules Bouyer        | Frankrijk              | 321,35    | 14        | Uitgeschakeld | Uitgeschakeld |
| 15     | Frank Rosales       | Cuba                   | 317,40    | 15        | Uitgeschakeld | Uitgeschakeld |
| 16     | Luis Moura          | Brazilië               | 315,40    | 16        | Uitgeschakeld | Uitgeschakeld |
| 17     | Kyrylo Azarov       | Oekraïne               | 311,80    | 17        | Uitgeschakeld | Uitgeschakeld |
| 18     | Mohamed Noaman      | Egypte                 | 305,65    | 18        | Uitgeschakeld | Uitgeschakeld |
| 19     | Yi Jae-gyeong       | Zuid-Korea             | 295,45    | 19        | Uitgeschakeld | Uitgeschakeld |
| 20     | David Ekdahl        | Zweden                 | 293,10    | 20        | Uitgeschakeld | Uitgeschakeld |
| 21     | Mohamed Farouk      | Egypte                 | 292,55    | 21        | Uitgeschakeld | Uitgeschakeld |
| 22     | Dariush Lotfi       | Oostenrijk             | 292,30    | 22        | Uitgeschakeld | Uitgeschakeld |
| 23     | Kai Kaneto          | Japan                  | 290,55    | 23        | Uitgeschakeld | Uitgeschakeld |
| 24     | David Ledinski      | Kroatië                | 290,50    | 24        | Uitgeschakeld | Uitgeschakeld |
| 25     | Donato Neglia       | Chili                  | 289,65    | 25        | Uitgeschakeld | Uitgeschakeld |
| 26     | Martynas Lisauskas  | Litouwen               | 276,70    | 26        | Uitgeschakeld | Uitgeschakeld |
| 27     | Jack Ryan           | Verenigde Staten       | 270,10    | 27        | Uitgeschakeld | Uitgeschakeld |
| 28     | Elias Petersen      | Zweden                 | 265,30    | 28        | Uitgeschakeld | Uitgeschakeld |
| 29     | Frandiel Gómez      | Dominicaanse Republiek | 263,70    | 29        | Uitgeschakeld | Uitgeschakeld |
| 30     | Vyacheslav Kachanov | Oezbekistan            | 258,45    | 30        | Uitgeschakeld | Uitgeschakeld |
| 31     | Hanis Jaya Surya    | Maleisië               | 258,00    | 31        | Uitgeschakeld | Uitgeschakeld |
| 32     | Cédric Fofana       | Canada                 | 255,55    | 32        | Uitgeschakeld | Uitgeschakeld |
| 33     | Rafael Borges       | Brazilië               | 248,80    | 33        | Uitgeschakeld | Uitgeschakeld |
| 34     | Sebastian Konecki   | Litouwen               | 243,55    | 34        | Uitgeschakeld | Uitgeschakeld |
| 35     | Kim Yeong-taek      | Zuid-Korea             | 242,90    | 35        | Uitgeschakeld | Uitgeschakeld |
| 36     | Irakli Sakandelidze | Georgië                | 223,35    | 36        | Uitgeschakeld | Uitgeschakeld |
| 37     | Nikola Paraušić     | Servië                 | 210,55    | 37        | Uitgeschakeld | Uitgeschakeld |
| 38     | Avvir Tham          | Singapore              | 198,05    | 38        | Uitgeschakeld | Uitgeschakeld |
| 39     | Hemam London Singh  | India                  | 197,05    | 39        | Uitgeschakeld | Uitgeschakeld |
| 40     | Surajit Rajbanshi   | India                  | 192,20    | 40        | Uitgeschakeld | Uitgeschakeld |
| 41     | José Calderón       | Dominicaanse Republiek | 188,55    | 41        | Uitgeschakeld | Uitgeschakeld |
| 42     | Adityo Restu Putra  | Indonesië              | 185,15    | 42        | Uitgeschakeld | Uitgeschakeld |
| 43     | Curtis Yuen         | Hongkong               | 179,00    | 43        | Uitgeschakeld | Uitgeschakeld |
| 44     | Dulanjan Fernando   | Sri Lanka              | 150,40    | 44        | Uitgeschakeld | Uitgeschakeld |
| 45     | Anathi Shozi        | Zuid-Afrika            | 128,45    | 45        | Uitgeschakeld | Uitgeschakeld |